# Marco Brenner
Marco Brenner (ur. 27 sierpnia 2002 w Augsburgu) – niemiecki kolarz szosowy.

## Osiągnięcia
Opracowano na podstawie:

2019
- 1. miejsce w klasyfikacji młodzieżowej Wyścigu Pokoju Juniorów
- 1. miejsce w Tour du Pays de Vaud
  - 1. miejsce w klasyfikacji młodzieżowej
  - 1. miejsce w prologu i na etapach 1. i 2a
- 1. miejsce w mistrzostwach Niemiec juniorów (jazda indywidualna na czas)
- 1. miejsce w mistrzostwach Niemiec juniorów (start wspólny)
- 2. miejsce w LVM Saarland Trofeo
  - 1. miejsce w klasyfikacji młodzieżowej
- 1. miejsce w GP Général Patton
- 1. miejsce w Oberösterreich Juniorenrundfahrt
  - 1. miejsce w klasyfikacji górskiej
  - 1. miejsce w klasyfikacji młodzieżowej
  - 1. miejsce na 3. etapie
- 3. miejsce w Trofeo Emilio Paganessi
- 1. miejsce w klasyfikacji punktowej Giro della Lunigiana
  - 1. miejsce na etapach 1., 2b i 4.
- 3. miejsce w mistrzostwach świata juniorów (jazda indywidualna na czas)

2020
- 1. miejsce w mistrzostwach Niemiec juniorów (jazda indywidualna na czas)
- 2. miejsce w mistrzostwach Europy juniorów (jazda indywidualna na czas)
- 1. miejsce na etapie 2b Grand Prix Rüebliland

## Rankingi
| Rok             | 2021  | 2022 | 2023 | 2024 |
| --------------- | ----- | ---- | ---- | ---- |
| World Ranking   | 1579. | 781. | 866. | 205. |
| UCI Europe Tour | 1110. | 590. | -    | -    |
|                 |       |      |      |      |
| Źródło: UCI     |       |      |      |      |